# Heteropoda ocyalina
Heteropoda ocyalina är en spindelart som först beskrevs av Simon 1887.  Heteropoda ocyalina ingår i släktet Heteropoda och familjen jättekrabbspindlar. Inga underarter finns listade i Catalogue of Life.